# Lars Jerstorp
Lars Mårten Ture Jerstorp, född 11 november 1931 i Stockholm, död 1976, var en svensk målare, tecknare och teckningslärare.
Han var son till radiotelegrafisten Ture Gustav Algot Jerstorp och Rita Marcusson. Jerstorp avlade teckningslärarexamen 1953 och företog därefter studieresor till Spanien och Frankrike. Han medverkade i Nationalmuseums utställning Unga tecknare ett flertal gånger under 1950-talet. Jerstorp är representerad med teckningar vid Moderna museet och i Gustav VI Adolfs samling.